# Période d'abattage des arbres
La période d'abattage des arbres est l'ensemble des jours propices pour l'abattage d'un arbre selon diverses considérations concernant la qualité du bois et son exploitation ultérieure, l'accessibilité, etc. Depuis l'antiquité, elle a fait l'objet de débats.

## Généralités
Partant d'une exploitation traditionnelle agricole et saisonnière qui privilégie l'hiver pour la coupe des arbres, l'exploitation toutes saisons se met en place au Canada dans les décennies qui suivent les années 1950, lorsque le convoyage par camions s'impose sur le flottage du bois, sur des réseaux routiers en expansion. Le flottage, qui ne pouvait se pratiquer qu'au printemps et en été, est abandonné. Au Québec, la récolte des bois se fait souvent en été, la construction des « chemins d'hiver » se fait à l'automne et le transport s'effectue quand la structure est suffisamment gelée, de fin novembre jusqu'à mars,. Des activités de récolte hivernale sont toujours réalisées fin XXe siècle pour de multiples raisons, dont l'accès facilité par sol gelé. L’étalement dans l'année entre la coupe et le transport du bois fait entrevoir une étape cruciale, celle du stockage des grumes en forêt. Il est idéal par temps froid qui neutralise insectes, champignons et bactéries. Différents auteurs ont préconisé le séchage à l'air libre des grumes résineuses écorcées, directement après l'abattage qui nécessairement a eu lieu en hiver, mais des résultats décevants en France ont fait abandonner cette méthode,.
En France, pays de tradition saisonnière hivernale, pour des essences fragiles comme le hêtre ou le peuplier, l'on conseille explicitement « d’attendre le repos végétatif et la chute des feuilles pour commencer l’abattage » ; pour garder toute leur qualité ces essences doivent être débitées au plus tard lors du printemps suivant.
Les expressions, « temps de sèves », « hors sève » qui sont héritées des anciens, voulaient que la sève redescende dans les racines le temps de l'hiver, ce qui est inexact. On préfère souvent aujourd'hui les termes de « saison de croissance » ou « période de végétation », « période végétative, « saison végétative », « cycle végétatif » et son contraire « repos végétatif », « dormance hivernale », etc..
La condition hivernale présente plusieurs avantages :
- l'infection des bois par les champignons se produisant principalement à partir de spores, la période d'infection la plus active coïncide avec le moment de la production la plus active de champignons, ce qui peut se passer au printemps, en été ou en automne mais jamais en hiver[7]. Les grumes doivent être sorties du bois pendant cette même période pour confirmer cet avantage.
- le bois stocké est moins sensible aux attaques des parasites, ces derniers étant moins virulents par temps froid ; c'est du moins une circonstance favorable au stockage hivernal en forêt ;
- le sol solidifié par le gel est propice au carroyage : pour ce point, l'exploitation hivernale est remise en cause par le réchauffement climatique, par exemple l’utilisation des « chemins d’hiver » au Canada comporte de plus en plus d’incertitudes[2].
- l'absence de feuilles diminue la prise au vent et rend l’ébranchage plus facile ;
- l'abattage hivernal est la tradition dominante pendant des siècles, et a même été entérinée : en France, par l'ordonnance de 1669 rédigée sous l’impulsion de Colbert, qui durera jusqu'à la Révolution française[8] ; en Angleterre, par Jacques 1er Stuart en 1604, loi abrogée en 1808.

La condition printanière présente les avantages suivants :
- les arbres abattus au printemps sont moins attaqués que les arbres abattus en automne, car les premiers ont mobilisé et utilisé leur réserve d'amidon pour passer l'hiver. L'amidon, qui se concentre dans l'aubier (parenchyme de réserve), est l'objet des attaques des xylophages du genre Lyctus[9].
- autrefois, l'abattage printemps-été des chênes avait la préférence des tanneurs, qui s'intéressaient essentiellement à l'écorce des arbres pour la fabrication du tan. L'écorce non lignifiée se détache plus facilement à cette époque. Lorsque le prix du tan augmentera au XIXe siècle, il créera même une concurrence insupportable aux constructeurs de marine pour qui le chêne devait se couper traditionnellement en hiver[10].

En zone tempérée, l'abattage des résineux se fait indifféremment toute l’année[réf. nécessaire].
Les grumes feuillues sont de plus en plus souvent abattues toute l'année.
En zone tropicale humide, où la forêt est sempervirente, la période d'abattage est déterminée par l'accessibilité. Dans les endroits marqués par une alternance de saison sèche et de saison des pluies, l'abattage est privilégié en saison sèche. Les arbres abattus doivent être de plus très rapidement évacués du fait de la virulence des ravageurs.
En cas de coupe rase, la période d'abattage aurait une influence sur la proportion relative des espèces lors de la recolonisation.
Objet de débats intenses depuis l'antiquité, la question de la meilleure période d’abattage d'un arbre est devenue souvent une simple question rhétorique, à l'époque de l'exploitation industrielle massive des forêts pour le bois d’œuvre, la pulpe, les pellets, etc..

### Saisonnalité et siccité du bois
Les grumes peuvent être stockées à sec. Par ailleurs, les déformations dues au retrait des fibres ligneuses sont plus réduites si le bois n'est pas coupé à 100 % d'humidité.
Pour le reste, la siccité n'a jamais été la condition préalable la plus favorable au sciage ou au travail des grumes en général. La majorité des bois étaient flottés. Suivait un entreposage humide : au pied des scierie (bassin à grumes, log ponds, balkengaten des houtzaagmolen) ou dans l'enceinte des arsenaux (enclavations). On a établi récemment qu'au Moyen Âge, le travail se faisait sur bois vert. Le coefficient de frottement bois-acier est plus faible sur bois vert que sur bois sec ; dans les scieries modernes, on observe une diminution de l'usure des dents de scie par frottement et échauffement, l'humidité des grumes contribuant au refroidissement de la lame. On a toujours intérêt à scier le bois en grumes le plus vert possible ou saturé en eau. La solution la plus simple consiste à pratiquer le sciage rapidement après abattage ou sur des grumes provenant d'un stockage humide.
Selon certaines sources, certains arbres entrent dans un état déshydraté et dormant pour survivre à l'hiver (eau liée),,. Toutefois les expériences menées dès le XVIIIe siècle (Duhamel, Musschenbroek, Hartig, Rumford), ainsi que l'expérimentation récente en Amérique du Nord montre que le bois est souvent plus lourd en hiver. Coupés en janvier ou février, Populus tremuloides ou Betula papyrifera (tous deux employés dans l'industrie du papier) contiennent plus d'eau et peuvent être 6 % plus lourds que le même volume coupé en été. Cette saisonnalité de l'humidité ne se retrouve pas chez les conifères du nord.
Début XXe siècle, devant le constat de la perte importante de billes coulées lors du flottage (particulièrement le bouleau utilisé pour la pâte de bois), une vaste étude sur des milliers d'échantillons a été réalisée sous le patronage de la Canadian Pulp and Paper Association. L'étude a déterminé qu'une grande partie des pertes annuelles par immersion pouvaient être éliminées en ajustant correctement la période de coupe et la durée de la période de séchage. Il a été suggéré provisoirement qu'une flottabilité améliorée pourrait être assurée dans les deux cas qui suivent :
- grumes de bois à pâte de bouleau abattues en juin ou juillet ; décapage (stripping) d'un côté du fût ; boulonnage (bolting) ; empilement en tas surélevés ; flottage vers l'usine au printemps suivant.
- grumes de sciage de bouleau abattues en septembre et octobre ; empilement en tas lâches bien dégagés du sol ; boulonnage (bolting) ; écorçage au printemps ; rempilées pendant deux semaines, puis flottées immédiatement vers la scierie. On peut noter que la saisonnalité de l'abattage (qui privilégiait traditionnellement l'hiver pour les grumes de sciage) sera progressivement abandonnée lorsque l'exploitation des grumes se libérera de la contrainte du flottage printanier, les premiers camions grumiers ayant fait leur apparition[1].

La saisonnalité du poids du bois a de l'importance pour les négociants qui vendent le bois au poids. Les coûts de transport sont évidemment moins élevés et le temps de séchage est plus court pour des bois contenant initialement moins d'eau.

### Abattage, stockage et débardage hivernal
La meilleure période pour l'abattage d'un arbre peut découler des opérations de stockage en forêt et de débardage des grumes, qui ont chacune leurs exigences spécifiques et leur propre agenda. Une fois coupés, les bois doivent être stockés de manière à minimiser les effets associés au retrait du bois, les gerces et les attaques par champignons, bactéries et insectes.
De manière générale les retraits sont minimes pendant les périodes de temps froid et tempéré et les champignons et les insectes sont inactifs à une température ambiante inférieure à 0 °C.
En dehors de l'hiver, les attaques fongiques les plus à craindre sont celle qui provoquent la pourriture fibreuse, capable de détruire cellulose, hemicellulose et lignine, et celles qui provoquent la pourriture cubique qui épargne la lignine. Le bois fraîchement abattu est préservé de ces attaques par son taux d'humidité élevé (95% par rapport au poids sec pour les feuillus, 150% pour les résineux). Pour que ces attaques se développent, il faut que la teneur en humidité du bois ne soit ni trop élevée (saturée en eau, donc pauvre en oxygène) ni trop basse (humidité inférieure à 20%). Une humidité très haute ou très basse est dès lors la meilleure protection contre les attaques fongiques. Différents auteurs ont préconisé le séchage à l'air libre (« à sec ») des grumes résineuses écorcées, destinées essentiellement à un usage en charpente, en « piles croisées », avec ou sans installation d’une couverture de toit ; au printemps puis en été (en condition estivale), directement après l'abattage qui nécessairement a eu lieu en hiver ; jugé le moyen le moins cher d'assurer la préservation des grumes, la durée de stockage ne pouvant durer plus de cinq mois. Mais des résultats enregistrés en France après une à deux saisons, jugés peu encourageants en raison de dégradations significatives d’une partie des bois, on fait abandonner cette méthode. La teneur en eau par rapport à l'humidité crée à un moment donné les conditions favorables à une infection fongique. « Si le séchage est trop lent, il peut y avoir des dommages fongiques. Si le séchage est trop rapide, il y a un risque de fentes de retrait excessif »,.
De manière générale le transport des grumes se fait aujourd'hui souvent en hiver dans les pays septentrionaux, ou en saison sèche dans les pays tropicaux, ce qui permet d'économiser sur le prix de construction des routes et chemins forestiers.
Au Québec, la récolte des bois se fait souvent en été, l'automne se passe à construire les chemins d'hiver, et le transport s'effectue quand la structure est suffisamment gelée, fin novembre. Le gel peut multiplier par 8 ou 10 la portance du sol, et opportunément l'hiver permet de construire des chemins de carroyage des grumes à peu de frais. Pour des endroits comme les sols minces, hydromorphes, avec une faible capacité portante, les territoires entourés d'eau, l'abattage peut toutefois se produire en hiver. Au Canada, l'exploitation hivernale est par ailleurs remise en cause par le réchauffement climatique : l’utilisation des « chemins d'hiver » comporte de plus en plus d’incertitudes, construits de plus en plus tard en hiver, quelques fois fin décembre, et abandonnés fin mars car moins fiables,.

### Abattage printanier
À la fin de l'été, lorsque la demande énergétique de l'arbre décroit, une recharge en métabolites de réserves se produit jusqu'à la chute des feuilles. Bon nombre de végétaux ligneux se chargent alors en amidon, par la suite hydrolysés en sucres solubles, qui serviront d'anti-gel en hiver. On observe une augmentation pré-printanière de l'amidon et une migration des glucides vers les bourgeons. L'été est la période où la teneur en azote (protéines et acides aminés) et en lipides est la plus basse, une phase de reconstitution se passe en automne et l'hiver apparaît comme la période où les protéines et les lipides sont en quantités les plus importantes. Le printemps est marqué par une protéolyse et une baisse de l'azote total.
Les bois provenant d'arbres abattus en automne (ou en hiver) sont plus attaqués par les insectes que ceux provenant d'arbres abattus au printemps, car ces derniers ont mobilisé et utilisé leur réserve d'amidon pour passer l'hiver. Les arbres contenant de l'amidon dans leur aubier (parenchyme de réserve et rayons du bois) font particulièrement l'objet d'attaques de xylophages du genre Lyctus. Début du XXe siècle on établit qu'un séchage en grume à l'air libre maintient longtemps vivantes les cellules de parenchymes ; pendant cette « douce fin de vie », les cellules de l'arbre vivent sur leur réserve, et le bois contient finalement moins d'amidon que s'il avait été séché brutalement en séchoir. Thomas Elliott Snyder en 1927 avait observé la même immunisation pour des billes immergées dans l'eau pendant quatre mois.

### Rythme lunaire
L’influence de la lune sur le végétal est un thème discuté depuis des siècles et qui a produit, en ce qui concerne la coupe des bois, des maximes dans le vocabulaire des forestiers, mais aussi dans le langage des juristes. En 1925, Roger Sargos, recommande encore l'abattage en Vieille lune ou Lune décroissante des bois coloniaux, non sans avoir rapidement établi le constat que certaines pratiques appartiennent désormais au passé. À partir du XVIIIe siècle et jusqu'à nos jours, la plupart des croyances sur l'influence de la lune sur les arbres ont été oblitérées par la science,. Toutefois, la société française Jurasciages propose, encore aujourd'hui, du "bois de lune" présenté comme un label : abattage des arbres en lune descendante et décroissante avec la "garantie d' un séchage plus rapide, une conservation sans aucun produit chimique et une résistance mécanique du bois bien meilleure".
En biodynamique, pratique agricole mystique issue de l'Anthroposophie, la croyance de l'influence de la Lune sur les arbres demeure, elle est également vivace chez certains facteurs d'instruments de musique,. Aucune hypothèse n'a cependant été validée par les expérimentations, la force d'attraction de la lune étant trop faible pour avoir une influence sur les mécanismes physiologiques. L'attention s'est portée sur les marées terrestres : certains ont souligné qu'étant donné l'extrême faiblesse des changements exercés par celles-ci, la gravimétrie a un rôle improbable à un niveau physique ou biologique. Certaines études,, ont mis en évidence une interactivité des plantes avec les marées terrestres, qualifiée de corrélative et circonstancielle. La date d'abattage (combinaison hiver/phase lunaire), tenant compte des phases de la lune, pourrait avoir selon d'autres expérimentations une incidence sur le comportement au séchage du bois, son retrait tangentiel, radial et longitudinal, sa densité et par là sa résistance à la compression. La façon dont le système à trois corps Terre-Soleil-Lune pourrait interagir avec les systèmes biologiques pour produire une réponse de croissance spécifique reste une hypothèse à définir. « Les réponses de croissance des plantes sont principalement provoquées par le mouvement différentiel de l'eau à travers les membranes protoplasmiques conjointement avec le mouvement de l'eau dans le super-symplasme. C'est peut-être dans ce domaine des mouvements de l'eau, ou même dans les formes physiques que l'eau adopte au sein des cellules, que la force de marée lunisolaire a un impact sur les systèmes de croissance vivants. » (Barlow, Fisahn 2012).

### Rituels d'abattage des arbres
Dans certaines cultures, l'abattage d'un arbre a été l'occasion de rituels particuliers. En Carélie, chez les Vodlozery ou les Olonets, l'arbre a un statut d'être vivant et même d'être de chair, l'abattage d'un arbre a un caractère sacré. Il est aussi proscrit de couper les arbres à certaines périodes par croyance ou superstition.
L'abattage du sapin de Noël ou de l'Arbre de mai a pu donner lieu à des hécatombes en forêt.

## Histoire
La coupe des arbres se pratiquait dans les pays septentrionaux, en France et en Angleterre, entre les mois d'octobre-novembre et de mars-avril, en période de morte-saison, lorsque la plante est en dormance. Parfois les phases de la lune étaient prises en considération. Duhamel assure que dans le royaume de Naples et en plusieurs endroits d'Italie, en Catalogne et dans le Roussillon, la coupe se faisait en juillet et en août. Dans d'autres pays, d'après ce même auteur, la coupe se faisait à n'importe quelle période de l'année. Parmi les anciens, Hésiode, Théophraste, Pline et Columelle préconisaient l'hiver, Caton la fin de l'été, et Vitruve l'automne, comme la période la plus propice à l'abattage des arbres.
Dans la multiplicité des traditions, des climats et des phases lunaires particulières, on s'inquiète de la période d'abattage des arbres pour obtenir des bois incombustibles dans la construction de cheminées, un entreposage et séchage idéal préservé des champignons et insectes, des bardeaux ou tavillons résistants aux intempéries et aux champignons, une récolte favorisant ou au contraire empêchant le rejet de souche, des bois de construction durs, solides et résistants aux agents de dégradation, etc.

### Activité de morte-saison
Dans un monde longtemps essentiellement agricole, le bûcheronnage apparaissait comme une activité de morte-saison (et pourrait-on dire l'abattage d'un arbre en hiver y apparaissait comme naturel et normal). La frontière est indécise entre l'agriculteur et le bûcheron ; entre « le bûcheron qui après avoir travaillé sur son chantier neuf mois de l'année se loue pendant l'été pour les travaux des champs et l'agriculteur qui va au bois à la morte-saison ».

### Période hors sève
Un arbre durant le métabolisme contient plus de 50% d'eau en mouvement: la sève montante ou brute, contenant les éléments nutritifs, et la sève élaborée, en quantité infime par rapport à la première. Le flux de sève brute dans le xylème est continu et ascendant. L'arbre se comporte comme une pompe, dont le puissant moteur se situe dans sa partie verte, et qui dissipe dans l'atmosphère de grandes quantités d'eau, par décomposition chimique, guttation et évapotranspiration. L'évapotranspiration engendre une dépression très forte dans l'arbre, allant jusqu'à −200 bars, à un tel point que l'eau y est dans un état métastable et peut caviter, avec l'apparition brutale de bulles, provoquant une embolie dans la circulation de la sève (théorie de la cohésion-tension). Pour que la pompe fonctionne, suffisamment d'eau doit être à disposition (fonction des précipitations, mais aussi d'un bon sol hors gel et pourvu en eau); mais la chaleur a aussi de l'importance, car l'arbre, par l'eau, régule sa température. Les forestiers se fondaient sur la température pour déterminer la fin et le début de la période végétative. Il existe un seuil, en deçà duquel l'eau n'est pas utilisable par l'arbre, où la pompe se désamorce ou ne démarre pas : dans les régions tempérées, il se situe entre 6 et 8 °C. L'arbre en hiver entre en dormance, ce qui n'empêche pas la circulation de la sève : « la circulation de la sève est ralentie ». En hiver le moteur de la sève est la poussée radiculaire et la capillarité.
Les arbres qui survivent dans les climats froids doivent protéger leur intérieur cellulaire du gel : certains arbres en hiver vont former des sucres (le sirop d'érable est le plus connu) qui vont agir comme un antigel. Toutefois ce n'est pas le seul mécanisme pour l'arbre pour se protéger du gel : en l'absence de centres de nucléation nécessaire à la formation des cristaux de glace, l'arbre peut compter sur la surfusion de l'eau. Une partie de la littérature s'accorde sur le fait que certains arbres se débarrassent d'une grande partie de leur eau pour éviter l'expansion inhérente à la congélation : ces arbres entrent dans un état déshydraté et dormant pour survivre à l'hiver, en hiver ils contiendraient moins d'eau (eau liée) et seraient plus léger. Cependant on enregistre une montée hivernale de l'humidité.
La variation de la teneur en humidité des arbres sur pieds selon la saison est aujourd'hui connue pour différentes espèces d'arbres, car elle est un facteur important à prendre en considération pour les négociants qui vendent régulièrement du bois au poids; on l'a aussi envisagé par rapport à la flottabilité du bois dans le cadre du flottage, mais aussi de la dérive des bois sur les rivières (large woody debris), étudiée en amont des usines de panneaux de bois. L'expérience a montré que selon les espèces, la teneur en humidité varie à l'intérieur de l'arbre, du cœur à l"écorce et du tronc à la cime, et qu'elle varie aussi selon la saison (chez Populus tremuloides, Betula papyrifera par exemple, mais pas les conifères du Nord). Chez Populus tremuloides et Betula papyrifera, la teneur en eau est la plus élevée au printemps juste avant le débourrement, elle diminue au cours de l'été jusqu'à la chute des feuilles, puis augmente jusqu'en décembre. En janvier, il y a une légère baisse mais pas autant qu'en été. La plupart des variations de la teneur en humidité sont observées dans le bois le plus proche de l'écorce. Chez Populus tremuloides, la teneur en humidité diminue généralement avec la hauteur. En général, le poids d'une charge de Populus tremuloides ou Betula papyrifera, coupés en été (juin-juillet) peut être estimé en supposant que la moitié du poids est de l'eau. Le bois coupé en janvier ou février contient plus d'eau et peut être 6% plus lourd que le même volume coupé en été. La teneur en humidité varie d'une année à l'autre.

#### Idola tribus?
Oscillant entre tradition et connaissance empirique, l'abattage hivernal doit trouver aux yeux des lettrés sa justification, qui se fait souvent à l'aune d'une connaissance embryonnaire de la physiologie végétale (en 1720, sur les pas de William Harvey qui a établi la circulation du sang chez les animaux, on cherche toujours chez les plantes un équivalent aux valves cardiaques). La compréhension du transport de l'eau dans les plantes et de la physiologie végétale ne se feront véritablement qu'au XXe siècle. Différentes théories animent les usagers de la forêt ou les quelques cercles de décideurs, qui tomberont l'une après l'autre.

##### La sève redescend dans les racines le temps de l'hiver
Le mot « sève » dans les anciennes ordonnances prend la connotation particulière de période végétative de l'arbre, que l'on retrouve dans l'expression « temps de sève ». L'idée erronée voulait aussi que la sève redescende dans les racines le temps de l'hiver.
La sève « naturellement riche en matières putrescibles » avait la réputation de corrompre le bois après coupe : le bois coupé « en sève », donc en période estivale, n'était donc pas réputé aussi bon pour être mis en œuvre. La coupe « hors sève », donc en hiver, avait aussi la réputation de faciliter la formation des rejets de souche, pour la formation des taillis : pour les arbres coupés en période estivale, les souches demeurant découvertes durant les grandes chaleurs de l'été, on supposait qu'il se faisait une perte de sève telle que les souches n'avaient plus la force de pousser des rejets.
L'expérience avait à ce point démontré l'avantage de ne pas couper les bois « en sève » qu'il n'avait pas fallu de loi pour le défendre, il était établi par l'usage et la coutume. Mais comme la sève est plus ou moins avancée ou retardée suivant les années et les climats on ne pouvait pas fixer une époque générale à laquelle il serait permis à tout adjudicataire de commencer les coupes. Cela était toujours laissé à la détermination des officiers forestiers, et il n'est intervenu de règlements particuliers à ce sujet que d'après leurs observations,.
Dans les pays septentrionaux, la coupe se pratique donc au Moyen Âge entre les mois d'octobre-novembre et ceux de mars-avril, lors de la période dite de « sève descendante », lorsque la plante est en dormance. Les études dendrochronologiques réalisées sur les charpentes normandes ou picardes, lorsque le dernier cercle annuel est observé (ce qui n'est généralement pas possible lorsque le bois est parfaitement équarri), montre toujours un abattage automne-hiver, et quelquefois un écrit vient étayer cette observation.

##### En hiver les arbres contiennent moins de sève
L'exploitation des arbres en hiver se fonderait aussi sur cet axiome unique : « Pendant l'hiver, alors que la végétation est engourdie, les arbres contiennent moins de sève qu'à toute autre saison. ». Il sera mis à mal par Duhamel, Musschenbroek, puis infirmé par Theodor Hartig et surtout la Statique des végétaux de Stephen Hales, où la théorie de la transpiration végétale est enfin acquise. Rumford lui-même arrive par ses propres expériences à une conclusion semblable, que la sève est en quantité moins importante en été, et il la trouve si étrange, cette observation heurte tellement les opinions reçues, qu'il n'en tient pas compte et préfère l'« attribuer à quelque circonstance fortuite et exceptionnelle ». Pour justifier l'exploitation des arbres en hiver nous dit en 1863, Antoine-Auguste Mathieu, inspecteur des forêts, « il ne convient donc pas d'invoquer une moindre teneur en sève, puisque c'est l'inverse qui a lieu, il faut s'appuyer sur la qualité différente de cette substance ».

#### Pline, Vitruve
Pline et Vitruve ont recommandé que la coupe des arbres se pratique en hiver. Vitruve compare l'arbre pendant la période végétative au corps d'une femme enceinte, trop sollicité par le fœtus pour être en bonne condition physique ; l'accouchement, libérant son corps de cette sollicitation reprend de la solidité grâce aux sucs qu'il aspire, et redevient aussi bien portant qu'auparavant.

#### Colbert, 1669
L'ordonnance de Henri III de l'an 1583 parlant des usagers « défend de couper aucun bois sans permission des officiers & autrement que dans les temps & saisons convenables ». Un règlement de la Table de marbre du 4 septembre 1601 défend aux adjudicataires des ventes « et autres personnes quelconques de couper aucuns bois dans les forêts en temps de sève savoir depuis la mi-mai jusqu'à la mi-septembre sous peine de confiscation ».

Les ordonnances anciennes, pas même celle des Eaux et Forêts du mois d'août 1669 rédigée sous l’impulsion de Colbert, ne font de mention de la sève des arbres, « ni des temps où elle monte aux arbres », seules les coutumes en parlent ; ces ordonnances font seulement mention, et notamment l'article 40 de l'Ordonnance de 1669, au titre d'« Assiette Balivage &c », de l'interdiction de couper les bois de futaies et taillis, après le 1er avril de chacune année: 

« la raison en est que la seve commence dans ce tems là dans certaines Provinces hâtives, & plus tard dans d'autres suivant le climat plus ou moins chaud ; la seconde seve ne monte que vers le 15 d'Août, jusques enfin du mois de Septembre de chacune année. »

Ainsi depuis le 15 avril ou depuis le 1er mai, jusqu'au « dernier Septembre » les forêts doivent être fermées même aux propriétaires, « c'est-à-dire, qu'on n'y peut pas couper aucuns bois sans l'endommager, le faire mourir, & encourir des dommages & intérêts »; il s'ensuit aussi que sept mois de l'année, on ne pouvait couper et exploiter les bois. Le mot « sève » a donc fini par signifier la croissance de l'arbre dans une année : « Il y en a deux par année sçavoir celle du mois de Mai & du mois d'Août après lesquelles on donne à l'arbre ou aux taillis une année de plus ».
Des dérogations ont été données aux poudriers et salpêtriers; ainsi qu'aux tanneurs qui pouvaient couper les arbres en juin après avoir pelé le tronc pour le tan, dans les « tems de la sève ».

#### Henri Louis Duhamel du Monceau, 1764
Certains traités ont ensuite insisté pour que le bois soit rapidement séché et la sève évaporée pour empêcher le développement de la pourriture ou l’attaque par les insectes (les cirons, on dit que le bois était cironné, soit vermoulu) : défavorable à la conservation du bois, la situation humide prolongée est par contre favorable au développement des champignons, et dans ce cas, la température peut être déterminante. Dans les faits, les bois vont subir souvent une série d'immersions prolongées, liées au transport par flottage, qui vont souvent se prolonger par un stockage humide dans les ports. Ainsi, si les traités de construction navale s'accordent souvent sur le fait que les bois de marine doivent être mis en œuvre correctement débarrassés de leur sève, ils renseignent aussi que la sève pouvait aussi être enlevée par un séjour prolongé dans l'eau : les bois encore une fois étaient flottés, d'autre-part ils étaient conservés plusieurs années sous eau (enclavés). Leur mise en forme se faisait alors éventuellement gorgés d'eau, les bois y sont plus tendres et plus faciles à travailler, la main d'œuvre moins importante. Après la levée des couples, le dessèchement s'opérait librement et on devait laisser s'écouler environ une année avant la mise en place du bordé. Le bois immergé séchait beaucoup mieux que celui resté à l'air libre après l'abattage.
À la suite de la Statique des végétaux de Stephen Hales la théorie de la transpiration végétale est enfin acquise ; Duhamel du Monceau (1700-1782) dans La Physique des arbres de 1763, se place en vulgarisateur de Hales. Il mène différentes expériences sur la qualité des bois relativement à leur période d'abattage et trouve qu'il y a du moins autant de sève dans les arbres en hiver qu'en été, il n'est pas sûr que le séchage rapide soit requis pour assurer leur bonne qualité. Il constate que c'est au printemps et en été que les arbres se dessèchent le plus rapidement, les bois se desséchant ordinairement peu pendant l'hiver et se trouvant encore très-humides au printemps, cette humidité venant ensuite à s'échapper très précipitamment en cette saison. Ces bois se trouvent finalement à peu près dans le même état et à peu près également gercés ; les arbres abattus pendant l'hiver se sont trouvés un peu plus pesants après qu'ils ont été secs, que ceux qui avoient été abattus en été, différence toutefois peu considérable ; l'aubier des bois abattus en été se conserve mieux que celui des arbres qui avoient été abattus en hiver; tous ces bois, après avoir été examinés dans leur rupture, ont paru avoir à peu-près une force pareille ; enfin la pourriture a affecté à peu-près également les bois abattus dans toutes les saisons de l'année.
Les expériences de Duhamel n'éteindront pas pour autant le débat.

#### Charles-François Brisseau de Mirbel, 1815
« Les arbres contiennent plus de sève en hiver qu'en été » nous dit Charles-François Brisseau de Mirbel (1776 -1854), mais la sève d'hiver est stagnante et visqueuse, tandis que la sève d'été est fluide et qu'elle n'entre dans le végétal que pour en sortir bientôt après par la transpiration ; en sorte que durant quelques heures d'un jour d'été, « il passe souvent dans les vaisseaux d'un arbre une quantité de sève beaucoup plus considérable que celle qui est en réserve dans ce même arbre durant tout un hiver ».

#### Thomas Andrew Knight, 1805
Pour Thomas Andrew Knight (1759–1838) dans les Philosophical Transactions of the Royal Society de 1805, sait que la supériorité que présentent les bois abattus en hiver a été attribuée à l'absence de la sève en cette saison, mais il avance qu'il y a eu addition de quelque substance produite et déposée dans le bois pendant l'été ou l'automne précédent, plutôt qu'une déperdition:

« Peu de personnes parmi celles qui font un usage fréquent des bois de construction ignorent que l'aubier des arbres abattus en automne ou en hiver est bien supérieur en qualité à celui des autres arbres de même espèce qu'on a laissés sur pied jusqu'au printemps ou à l'été; il est à la fois plus solide, d'un tissu plus serré, et d'une plus grande durée. La supériorité que présentent les bois abattus en hiver a été généralement attribuée à l'absence de la sève en cette saison ; mais l'aspect et les qualités du bois semblent justifier, avec plus de raison, cette conclusion, qu'il y a eu addition de quelque substance, plutôt que déperdition et plusieurs circonstances me font soupçonner que cette substance est produite et déposée dans le bois pendant l'été ou l'automne précédent. »

— Thomas Andrew Knight, Philosophical Transactions of the Royal Society. 1805

#### Roger Sargos, 1925
Roger Sargos dans le Journal d'agriculture traditionnelle et de botanique appliquée de 1925, rapporte avoir prescrit dans le traitement des bois coloniaux les procédés d'exploitation souvent pratiqués en France, « autrefois du moins » ; ils ont dit-il pour but généralement d'exploiter les bois au moment où les cellules de l'aubier sont le moins remplies de substances de réserves (amidon surtout), puisque ce sont ces matières hydrocarbonées, grasses et albuminoïdes, qui, d'une part, après fermentation, entraînent l'attaque des champignons, et d'autre part, sont recherchées par les xylophages qu'elles nourrissent. Donc : « 
1. Annélation circulaire des arbres sur pied ;
2. Abattage en saison de repos de végétation (saison sèche) ;
3. Abattage en Vieille lune ou Lune décroissante, c'est-à-dire seulement dans la quinzaine entre la pleine lune et la nouvelle lune ;
4. Écorçage du fût seul après abattage et avant tronçonnage, et attente, avant tronçonnage, du flétrissement des feuilles ;
5. Tronçonnage, écorçage et immersion prolongée dans l'eau, immédiats après abattage ;
6. Martellement des bois à la masse de fer sur tout le pourtour ;
7. Application d'antiseptiques après écorçage (sulfate de cuivre, carbonyle, etc.) ;
8. Expédition prompte ».

#### M. Arnoulet. L'exploitation forestière, 1944
« On abat aussitôt après la sève descendante, lorsque les feuilles commencent à tomber, vers le 15 Octobre, et jusqu'au 15 Avril, c’est-à-dire pendant l'automne et l'hiver ».

### Compositions de sève et saison
Milieu XIXe siècle, la quantité de sève n'apparait pas être une circonstance suffisante au maintien de l'abattage hivernal, quelque chose doit donc être trouvé du côté de la composition de la sève, qui la rende susceptible de corrompre le bois en été : pour justifier l'exploitation des arbres en hiver nous dit en 1863, Antoine-Auguste Mathieu, inspecteur des forêts, il ne convient donc pas d'invoquer une moindre teneur en sève, puisque c'est l'inverse qui a lieu, il faut s'appuyer sur la qualité différente de cette substance ; elle est en cette saison « presque totalement aqueuse et ne contient plus que des traces de matières nutritives, représentées alors par la fécule et emmagasinées dans les tissus, comme réserve pour les futurs besoins de la végétation ». Il poursuit que l'amidon est la substance la moins susceptible de corrompre le bois, etc. En résumé dit-il,« le bois en hiver renferme autant et plus de sève qu'au printemps, mais cette sève change de nature de l'une à l'autre saison : stagnante, aqueuse, ni nutritive, ni fermentescible d'abord, elle circule, se charge de tous les produits solubles en lesquels se transforme la fécule, devient nutritive et fermentescible plus tard, alors qu'elle monte pour développer les jeunes pousses et toutes les feuilles. ».
Début XXe siècle, une corrélation est établie entre la présence d'amidon dans le parenchyme des troncs abattus et le développement des attaques de xylophages du genre Lyctus. En 1903, Émile Mer suggère qu'il y a une relation entre la vermoulure et la quantité d'amidon présente dans le bois, mais ses expériences portent sur des arbres vivants et non pas sur des bois abattus. Il constate que l'anélation prive en dessous de celle-ci la vrillette de l'amidon dont elle se nourrit,. Thomas Elliott Snyder en 1927 observe que l'immersion dans l'eau de billes de bois feuillus, pendant quatre mois, immunise le bois contre l'attaque des Lyctus et il conclut qu'un changement s'est produit dans la valeur nutritive des cellules,. R. C. Fisher (1928) pense alors que le problème peut être éclairci par l'étude des changements s'opérant pendant le séchage dans la composition chimique des cellules. Il remarque que le taux de développement des larves varie considérablement et attribue ce fait aux différences dans la valeur nutritive des divers échantillons de bois. On établit des rapports entre l'« âge » du bois et ses chances de piqûre, et entre sa teneur en eau et le taux de croissance de la larve de Lyctus. En 1929, William George Campbell réalise une analyse chimique de la vermoulure de Lyctus et la compare avec l'aubier normal d'un chêne et conclut que la source de nourriture larvaire se trouve à l'intérieur des cellules et non pas dans la paroi cellulaire (quoique la présence d'amidon n'ait pas été observée dans cet aubier « normal »),. On s'est alors posé la question de savoir si le critère d'invasion n'était pas dans la présence d'amidon en quantité suffisante pour nourrir les larves. On chercha alors à voir comment se comportent les matières de réserve dans les bois d’œuvre après abattage ; puis connaître le rapport existant entre le contenu du bois en amidon et sa résistance aux insectes ou aux champignons. « Dans des bois sous écorce, l'amidon, dispersé au moment de l'abatage dans les tissus parenchymateux de l'aubier, est localisé au bout d'un séchage lent de six mois dans les mêmes tissus mais uniquement à la périphérie des échantillons ; il a disparu plus ou moins complètement des régions profondes. »; les cellules continuent à vivre aux dépens de leur réserve d'amidon, une respiration du bois qui a pu être observée expérimentalement. Le contenu primitif en amidon a persisté dans les parties les plus exposées à la suite de la mort des cellules par mutilation ou dessiccation.

### Manutention et débardage plus aisés en hiver puis au printemps
Le temps hivernal a permis aux grumes d'être déplacées plus facilement vers les berges sur sol congelé, au lieu de la saleté, la boue et les broussailles habituelles des périodes plus chaudes. L'absence de moustique en hiver faisait aussi préférer cette période pour l'abattage des arbres.
Le transport par flottage était généralisé en Europe et en Amérique du Nord jusque dans les années 1950. Beaucoup de rivières étaient prises par les glaces en hiver, les stocks de bois se faisaient pendant cette même période et le flottage au printemps, lorsque les rivières étaient grossies de l'eau de fonte, ainsi qu'en été.
Les bois sont dits être flottants ou fondriers, selon qu'ils ont, d'eux-mêmes, la propriété de se tenir sur l'eau, ou celle de couler au fond, selon que leur pesanteur spécifique est moindre ou plus grande, à volume égal, que celle de l'eau généralement exprimée par « 1 » ; la densité du chêne souvent proche à supérieure à celle de l'eau étant critique, beaucoup de chênes terminaient leur voyage au fond de la rivière. Toute diminution de poids des bois coupés pouvait rencontrer la nécessité du transport par flottage, cette différence de poids facilitait également tout autre mode de transport de même que la manutention (il est admis que les arbres sont plus lourds en hiver,, et des études ont montré que la flottabilité du bois est défavorisée par l'abattage hivernal; on trouve aussi dans la littérature des affirmations du contraire, de même qu'une influence positive de la lune.)
Le transport routier par grumier rendant le charroyage possible en tout temps a modifié beaucoup d'habitudes.
Le débardage en hiver n'empêche pas de couper l'arbre en été. Entre les deux, le stockage plus ou moins prolongé des grumes est une étape délicate.

#### Au Canada
Ainsi, début XXe siècle, les activités de récolte des bois s'effectuent au Canada presque exclusivement en hiver. Les bois transportés par des chevaux sur les lacs et les cours d'eau gelés, sont au printemps flottés jusqu'aux usines de transformation. Vers les années 1930, les premiers camions font leur apparition sur les chantiers, et en 1950 le camionnage des bois commence sur des réseaux routiers qui prennent de l'expansion, le flottage est alors progressivement abandonné. « Le développement du réseau routier amena aussi d'autres modifications comme un accès plus facile des ouvriers sur les chantiers et une prolongation de la saison d'exploitation ». Enfin les opérations de récolte et de transport des bois toutes saisons font leur apparition les décennies qui suivent. Toutefois des activités de récolte et de transport durant la période hivernale subsistent au Canada, presque exclusivement concentrées dans des endroits comme les sols minces, hydromorphes, avec une faible capacité portante, et des endroits de peuplements avec un faible rendement forestier, les territoires entourés d'eau et les sites pauvres en matériel d'emprunt.
Fin XXe siècle, l'Industrie québécoise des produits forestiers réalise encore des activités de récolte en hiver pour les mêmes raisons qu'autrefois, mais également pour des raisons opérationnelles : « l'optimisation dans l'utilisation de la machinerie, la réduction des frais d'opérations, la période d'employabilité de la main-d’œuvre, la protection de l'environnement, l'approvisionnement des usines à longueur d'année, les demandes spécifiques des clients, l'étalement des inventaires, etc. ». Au Québec la récolte des bois se fait majoritairement en été, la construction des « chemins d'hiver » se fait à l'automne et le transport s'effectue quand la structure est suffisamment gelée, de fin novembre jusqu'à mars. Cette exploitation hivernale implique la construction des « chemins d'hiver » au statut particulier et de ponts de glace. La mise en œuvre de ces activités hivernales ou estivales a des impacts significatifs et particuliers sur les ressources du milieu forestier.
Par l'Acte des Municipalités et des Chemins du Bas Canada de 1855, le long des « chemins d'hiver », depuis le premier jour de décembre de chaque année jusqu'au premier jour d'avril de l'année suivante toutes les clôtures devaient être abattues. Dans le Règlement sur les normes d’intervention dans les forêts du domaine public (RNI de 1998), un chemin d’hiver est défini comme « un chemin construit en hiver n’exigeant aucuns travaux d’aménagement du sol et dont l’utilisation est limitée à la période où le sol est gelé à une profondeur d’au moins 35 centimètres ».
L'exploitation hivernale est remise en cause par le réchauffement climatique, l’utilisation des « chemins d’hiver » comportant donc de plus en plus d’incertitudes : ils sont construits de plus en plus tard en hiver, quelques fois fin décembre, et au printemps certains chemins sont moins fiables fin mars. De plus, un phénomène de plus en plus observé est le dégel sporadique durant la saison hivernale. Que ce soit en décembre, janvier ou février, un dégel de quelques jours ou même d’une semaine n’est pas rare, notamment dans le sud du Québec et en Estrie.

### Périodicité lunaire

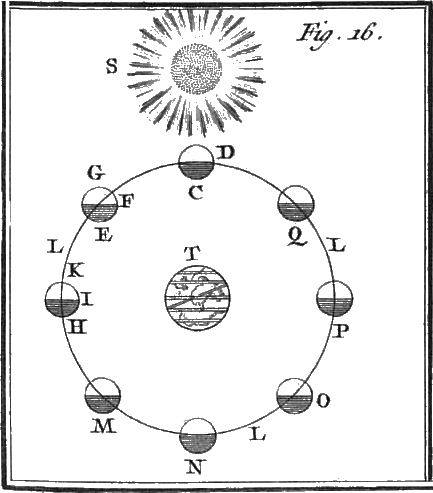
Rozier - Cours d’agriculture, tome 6, pl. 7, fig16. Si la lune se trouve en C entre le soleil & la terre, un spectateur, placé sur la terre, s’apercevra que la partie obscure de la lune, & ne verra rien de la partie éclairée D. La lune dans cette position est en conjonction, parce qu’elle est sur la même ligne que le soleil, & on lui a donne le nom de nouvelle lune. La lune commençant son cours, & avançant de C en E par son double mouvement autour de la terre & sur son axe, parvient en E ; alors on commence à apercevoir un quart de sa partie illuminée G F ; est-elle arrivée au point H, qui est la quadrature ou la fin de son premier quartier, alors on distingue la moitié de sa surface éclairée I K ; au point M on en voit les trois quarts, & parvenue au point N, qui est celui de l’opposition au soleil, elle nous offre alors toute sa partie éclairée, & on a ce qu’on appelle pleine lune. En remontant au point C par les points O P Q, la partie éclairée pour nous diminue dans la même proportion, & nous n’en voyons qu’une partie jusqu’à ce qu’elle soit totalement cachée pour nous, quand elle est revenue au point de conjonction.

Les anciens pour la coupe des bois, étaient attentifs aux phases de la lune, et aux vents régnants. De manière générale, on attribuait autrefois beaucoup de puissance à la lune sur les corps terrestres et il se trouve encore de nos jours des personnes pour croire, souvent de manière ésotérique, à une périodicité végétale calquée sur la périodicité de l'astre,,. Certaines expérimentations scientifiques récentes prouveraient que la croyance populaire disait vrai.
Le thème est bien général, solide depuis des siècles, il « assied dans l'esprit populaire cette croyance à l'influence de la lune sur la végétation et sur la vie ». Il a d'autre part été battu en brèche par la science à partir du XVIIIe siècle. La question particulière de l'influence lunaire sur la croissance des végétaux est ainsi abordée par les écrits de beaucoup des maîtres de l'horticulture : par un Duhamel, par un Para du Phanjas en 1772, en 1899, par un certain Marchal qui s'attache à démontrer la nullité de l'influence lunaire et la fausseté des dictons très en honneur en Saône-et-Loire. Roger Sargos, dans le Journal d'agriculture traditionnelle et de botanique appliquée de 1925, n'hésite toutefois pas à le prescrire pour la préservation des bois coloniaux. Il parle d' « Abatage en Vieille lune ou Lune décroissante, c'est-à-dire seulement dans la quinzaine entre la pleine lune et la nouvelle lune ». L'abatage en vieille lune, dit-il encore, « est surtout efficace sur le « retrait » du bois qui se fendra beaucoup moins ainsi exploité, ce qui n'exclut pas l'obligation de placer judicieusement de nombreuses S sur les sections transversales des billes, dans les quelques heures qui suivent le tronçonnage, pour arriver à présenter des bois exempts de cœurs étoilés, de roulures ou de cadranures. »

#### François Rozier, 1786
Pour François Rozier (1734-1793) le principal discrédit apporté à l'importance des phases de la lune dans la période de coupe des arbres vient de ses adeptes qui ne s'accordent pas sur la phase lunaire à choisir : 

« L’opinion que tel quantième de la lune influe beaucoup sur la qualité du bois que l’on doit couper, de la forêt que l’on se propose d’abattre, est assez généralement répandue ; mais, malheureusement pour les partisans de cette opinion, ils ne sont pas d’accord entr’eux sur un quantième décidé ; les uns prétendent qu’on doit abattre en nouvelle lune, les autres lorsqu’elle est dans son plein, & quelques-uns tiennent pour le dernier quartier. Cette diversité prouve seule combien peu sont décisives les prétendues expériences que certains observateurs disent avoir faites pendant trente ou quarante ans. Tous affirmeront que le bois coupé à telle ou telle époque ne chironne jamais, c’est-à-dire qu’il n’est pas attaqué par les vers. Ce qu’il y a de certain, c’est que les bois plantés au nord, & ceux qui n’ont qu’assez tard le soleil de l’après-midi ou du soir, sont & seront toujours plus sujets à être chironnés que les autres plantés au levant ou au midi, quel que soit le quantième auquel on les abatte. Choisissez, autant que vous le pourrez, un temps sec, un vent du nord qui ait régné depuis quelque temps & qui ait resserré la fibre du bois, je réponds que, toutes circonstances égales, il chironnera moins que tel autre bois coupé en nouvelle, pleine ou vielle lune, si le temps est mou, humide ou pluvieux. »

— Rozier, Mongez, Cours d’agriculture

#### Duhamel, 1764
Henri Louis Duhamel du Monceau (1700-1782) fait des expériences pour s'assurer si les lunaisons influent réellement sur la qualité des bois qu'on abat. Les uns sont en faveur du croissant et les autres en faveur du décours d'où il résulte que rien de positif ne justifie l'opinion assez générale qu'on doive abattre dans le décours. Il apparaît également indifférent d'abattre par toutes sortes de vents,:
Colbert a recommandé les mois d'octobre, novembre et décembre pour la coupe des arbres, mais aussi le décours des lunes de janvier, février et mars.

#### Étienne Martellange, débutXVIIesiècle
On retrouve l'expression chez Étienne Martellange (1569-1641). La bonne lune de Martellange serait la lune d'automne :

« Suit la chaux et sable, puis le bois tant pour les poutres, travons et chevrons, les aix, surquoy il fault observer qu'ils aient esté couppés en bonne lune »

#### Dans les textes législatifs provençaux,XVe,XVIesiècle
Antérieurement, dans certains textes législatifs provençaux des XVe et XVIe siècles régissant la vie de diverses communautés, ou encore dans des actes notariés, on se garde souvent de prendre pour strictement populaire la croyance en l’influence de la lune, on parle de matériau « de bonne lune » ou « de lune appropriée ».

#### Olivier de Serres, 1600
Pour Olivier de Serres (1539-1619), la coupe des bois à destination du bâtiment se fait en décours, celles pour le bois de chauffage en croissant : 

« Aviserés aussi de ne coupper indifféremment par tout, ains ès arbres surchargés de brancheage, esquels l'esmunder est profitable. Le poinct de la lune est remarquable, pour en croissant tailler le bois de chauffage et en décours celui des bastimens. Le croissant vise au profit de l'arbre, rejectant mieux par après, que s'il estoit couppé en décours. Et le décours, à la durée du bois couppé, qui plus longue demeure elle en œuvre, et moins suject est il à vermoulisseure, que prins en croissant, comme a esté touché ailleurs. Donques puis que le bois de chauffage se doit bien tost consumer au feu, la considération de l'arbre est plus requise que celle des branches couppées. Comme aussi avec raison, doit on aviser à la durée des bois du bastiment, par l 'observation du poinct de la lune puis qu' ainsi l'ont ordonné nos Ancestres »

— Olivier de Serres, Théâtre d'Agriculture et mesnage des champs.

#### Plines, Théophraste, Palladius, Caton
Louis-Augustin Bosc d'Antic (1759-1828), en encyclopédiste, renvoie aux anciens puis aux travaux de Duhamel, à Pline qui recommande d'observer la lune, on prétend dit-il qu'il ne faut couper les bois que depuis le vingtième de la lune jusqu'au trentième, et que tout le monde convient que la coupe est excellente dans la conjonction de cette planète avec le soleil: « Infinitum refert & lunaris ratio, nec nisi à vicesima in tricesimam cadi volunt », opinion empruntée de Théophraste et confirmée par Columelle (livre XI chap. I). Pline rapporte que l'opinion de plusieurs personnes est qu'il faut pour avoir une bonne coupe, que la lune soit en même temps en conjonction et sous terre, ce qui ne saurait arriver que pendant la nuit, mais que si la lune se trouve en conjonction le jour même du solstice de l'hiver, le bois que l'on coupera alors sera éternel; Pour Palladius : « Materies ad fabricam csdenda est cùm luna decrescit » ; Caton l'ancien, (« hominum summus in omni usu »), dit que la coupe de l'orme, du pin du noyer, et de tout autre arbre que ce soit, doit se faire dans le déclin de la lune, après midi, et lorsque le vent du sud ne souffle plus ; que le vrai temps de couper un arbre, est lorsque son fruit est mûr, qu'il faut avoir l'attention de ne point l'arracher ou l’équarrir lorsqu'il y a de la rosée. Le même auteur ajoute dans le chap XXXVII de « pas touchez aux arbres si ce n'est dans la conjonction de la lune ou dans le premier quartier, mais dans ce temps là même ne les arrachez pas et ne les coupez pas. Le meilleur temps pour les arracher c'est pendant les sept jours de la pleine lune. Ayez soin de ne jamais équarrir ou couper votre bois et de n'y pas même toucher lorsqu'il est chargé de gelée blanche ou de rosée mais seulement lorsqu'il est sec »,.

### Bois de construction
La plupart des traités de charpenterie du XVIIIe siècle jusqu'au XXe siècle, préconisent de même l'hiver (de novembre à mars) pour l'abattage des arbres. Les études dendrochronologiques réalisées sur les charpentes normandes ou picardes, lorsque le dernier cercle annuel est observé (ce qui n'est généralement pas possible lorsque le bois est parfaitement équarri) montre toujours un abattage automne-hiver, et quelquefois même un écrit vient étayer cette observation. Les exceptions concernent surtout des réparations souvent réalisées dans l'urgence. Quelquefois l'observation est faussée parce que le bois abattu en hiver a conservé suffisamment de nutriments pour développer feuillage et un cerne incomplet de printemps, ceci après sa coupe!

#### Vitruve
Selon Vitruve,le bois de construction doit être coupé depuis le commencement de l'automne jusqu'au temps qui précède les premiers souffles du favonius (le six des ides de février selon Pline). « Au printemps, tous les arbres reçoivent leurs principes fécondants, et emploient la vertu de leur substance à produire toutes ces feuilles, tous ces fruits que nous voyons chaque année. Si les circonstances mettent dans la nécessité de les couper dans cet état de dilatation et d'humidité, leurs tissus devenant lâches et spongieux, perdent toute leur force »,.

#### Jean Krafft, 1819
Jean-Charles Krafft (1764-1833), dans son Traîté de l'art de la charpente, est beaucoup plus précis : le temps le plus propre pour couper le bois est, d'après lui, depuis le mois d'octobre jusqu'au commencement de mars « dans les derniers quartiers de lune » ; hors ce temps-là, ajoute-t-il, le bois est sujet à être mangé par les vers. « Cette coutume de couper les arbres en hiver se fonde sur cette fausse idée que les arbres abattus à cette époque contiennent moins de sucs que ceux jetés à bas dans les autres saisons. Cette pratique se continue depuis des siècles, en France du moins, et rien n'indique qu'on soit disposé à l'abandonner ». L'idée qu'un bois coupé en hiver soit plus résistant à la vermine a été régulièrement mis en doute dès le XIXe siècle.

#### Théodore Château, 1866
D'après Théodore Château, dans sa Technologie du bâtiment, les bois employés dans la charpenterie doivent être abattus depuis trois ans au moins ; ceux destinés à la menuiserie doivent être encore plus secs : ils exigent au moins quatre ans d'abatage, à moins qu'ils n'aient été desséchés artificiellement. Quant à l'époque de l'abatage, les avis sont bien partagés : en France, l'usage est de n'abattre les arbres qu'après la chute des feuilles ; en Espagne et en Italie, dont les climats favorisent la prompte dessiccation de la sève, on coupe au contraire les arbres en été.

### Bois de marine en Angleterre
L'un des sujets auxquels ils ont accordé une attention particulière dans un rapport produit début XIXe siècle par l'Amirauté anglaise sur l'état des forêts anglaises, est l'effet du moment de l'abattage sur la durabilité du bois. Ce problème était constamment au premier plan jusqu'à la période de fer. Tous les chantiers navals préféraient le chêne abattu en hiver pour les navires de guerre, et les raisons données par les savants pour expliquer sa supériorité étaient souvent égales à celles données par les hommes de terrain.
Les partisans de la supériorité de l'abattage hivernal accordèrent un grand poids à l'utilisation supposée du chêne d'hiver dans le Sovereign of the Seas, construit très lentement de 1635 à 1637, avec du bois du nord de l'Angleterre, supposé par Pepys et d'autres avoir été écorcé et abattu en hiver. Plot, cinquante ans après, trouve les bois du navire toujours sains et si durs qu'un clou pouvait à peine y être enfoncé. Le fait est qu'il a été reconstruit une demi-douzaine de fois et que le seul bois ancien et original qui reste se trouve dans la partie la plus basse de sa coque, toujours immergé dans l'eau salée à l'extérieur, et lavé avec l'eau de cale à l'intérieur. Le bois de cette partie, lorsqu'il est brisé, est parfaitement sain mais assez noir, ayant l'apparence d'un bois carbonisé.
Le HMS Achilles (1757) (en), construit avec un tel bois en 1757, est encore sain vingt ans après sa construction ; on constate en 1784 qu'il avait besoin de réparations considérables, mais aucune guerre n'étant en vue, il est démoli.
En 1775, comme il y a une accumulation suffisante de bois abattu dans son écorce en hiver dans le chantier naval de Chatham, un essai est réalisé dans la construction du Montague, lancé en 1775 puis désarmé en ordinaire ; il obtient de petites réparations en 1782 et 1790 et n'est pas remis en service avant 1793 : il obtient une autre petite réparation en 1795 et est remis en état nécessitant une grosse réparation en 1800 puis est démonté en 1808. Ce n'est pas un mauvais score, mais qui ne prouve rien, d'autant plus que le bois a été mis en œuvre bien sec.
Le sloop HMS Hawk lancée en 1793 est une expérience beaucoup plus intéressante : construit pour moitié en chêne écorcé printemps 1787 et abattu automne 1790, pour l'autre moitié abattu début printemps, tous bois provenant du même domaine ; il est dix ans plus tard dans un tel état de décomposition qu'il est démonté et l'examen monte que les deux moitiés sont pourries de la même manière.

#### L'acte de Jacques1er, la concurrence des tanneurs, 1604
L'abattage hivernal en Angleterre est une pratique invariable jusqu'à la première année du règne de Jacques 1er Stuart en 1604, qui entérine l'abattage hivernal, mais aussi, pour encourager le tannage, interdit d'abattre entre le 1er avril et le 30 juin (sous peine de confiscation des arbres ou de doubler leur valeur monétaire, à l'exception du bois qui était nécessaire pour les navires, les moulins et les maisons appartenant au roi). Depuis ce temps, il est de coutume dans ce pays d'abattre les chênes ou du moins d'effectuer l'opération d'écorçage au mois de mai, car en cette saison l'écorce est plus facilement séparée de l'arbre. L'industrie du tan impose d'exploiter les arbres au printemps, lorsque l'écorce ne s'est pas encore lignifiée, ce qui place les tanneurs dans leur pratique en concurrence directe avec les constructeurs en bois. Samuel Pepys invite Robert Plot à écrire un discours pour l'édification de Sa Majesté, touchant au sujet de la meilleure saison pour l'abattage du bois. Plot recommande d'écorcer le bois au printemps et de laisser le tronc dénudé exposé aux éléments tout l'été : 

« It is found by long Experience, that the Trunk and Body of the Trees, when barked in the Spring, and left standing, naked, all the Summer exposed to the Sun and Wind, are so dried and hardened, that the Sappy Part in a Manner becomes as firm and durable as the Heart itself. »

Buffon de manière semblable en 1738, recommande que les arbres ne soient pas abattus avant la troisième année après l'écorçage.
On choisit Bushey Park pour expérimenter les dires de Plot, mais l'expérience est abandonnée lorsque le roi est déposé l'année suivante. Les autorités de Portsmouth en 1717 offrent même une prime de 5% au prix du chêne abattu en hiver, pour compenser la perte de l'écorce.

En 1808, alors que le prix du tan atteint des sommets, l'acte de Jacques est abrogé : John Burridge auteur d'un traité sur la pourriture sèche (Naval dry rot) en 1824 associe la prolifération de pourriture sèche à la nouvelle pratique qui consiste à de plus en plus couper les arbres au moment de l'écorçage (et il propose une alternative à cette pratique). Les propriétaires fonciers, dit-il, sont parfaitement libres de couper du chêne en hiver selon la pratique ancienne, c'est cependant un fait des plus extraordinaires (« que j'ai découvert depuis mon traité sur la pourriture sèche ») que l'acte de Jacques 1er Stuart en 1604, exigeant la construction de la marine royale avec du chêne abattu en hiver, a été en fait abrogé en 1808 au milieu du règne de la pourriture sèche navale : 

« This is the strangest paradox in the world to me because the British senate might have learned from the memorable Act of James as well as from fatal experience that the royal and commercial navies were formerly built with timber hewn in winter Facts which nevertheless were totally and fatally disregarded against this evidence at a most important crisis in the face of the whole kingdom »

Selon le Quarterly Review, début XIXe siècle la quantité de bois coupé en hiver fournie aux chantiers de construction ne formerait que 5% de l'approvisionnement total en bois.

### Bois de marine en France
Colbert fait allusion plus d'une fois à la période la plus favorable pour l'abattage des arbres : Octobre, novembre, décembre et non l'été. Le 29 juillet 1679, Colbert écrit à l'intendant de Lyon au sujet de l'époque des coupes:

« Vous m'avez cy-devant écrit que le meilleur temps pour la coupe des arbres estoit dans le décours des lunes de janvier, février et mars. Je suis surpris donc que vous ayez fait abattre dans le décours de cette dernière lune quelques pieds d'arbres vu qu'il est à craindre que les pièces qui en proviendront ne se gastent, ainsy qu'il est arrivé à celles qui ont eslé cy-devant coupées en cette saison. »

— Colbert, Dép. conc. de la mar. fol.408.
L'ordonnance de 1669, rédigée sous l’impulsion de Colbert article 40, au titre de « Assiette Balivage », défend de couper les bois de futaies et taillis, après le 1er avril de chacune année. L'usage et la commune observance, sans qu'il ait rien d'écrit, veut que la coupe des arbres se fasse du 1er octobre, jusqu'au dernier avril, soit sept mois. L'article 7 du titre II du livre 23 de l'ordonnance pour les armées navales & arsenaux de marine du 15 avril 1689 explicitement fait défenses d'abattre les bois en temps de sève.

### Bois de chauffage
La qualité du bois de chauffage dépendait de la vigueur des taillis, le rejet profitait bien mieux lorsqu'on coupait dans le premier quartier de la lune et hors le temps de sève ; les racines concentraient en elles-mêmes, par l'effet de l'humidité l'hiver, « toute la substance qui se distribuait dans tout le corps de l'arbre » : en conséquence, ces racines poussaient bien plus vite et avec bien plus de force au printemps.